# Раковец (Коломыйский район)
Ра́ковец (укр. Раковець) — село в Городенковской городской общине Коломыйского района Ивано-Франковской области Украины.

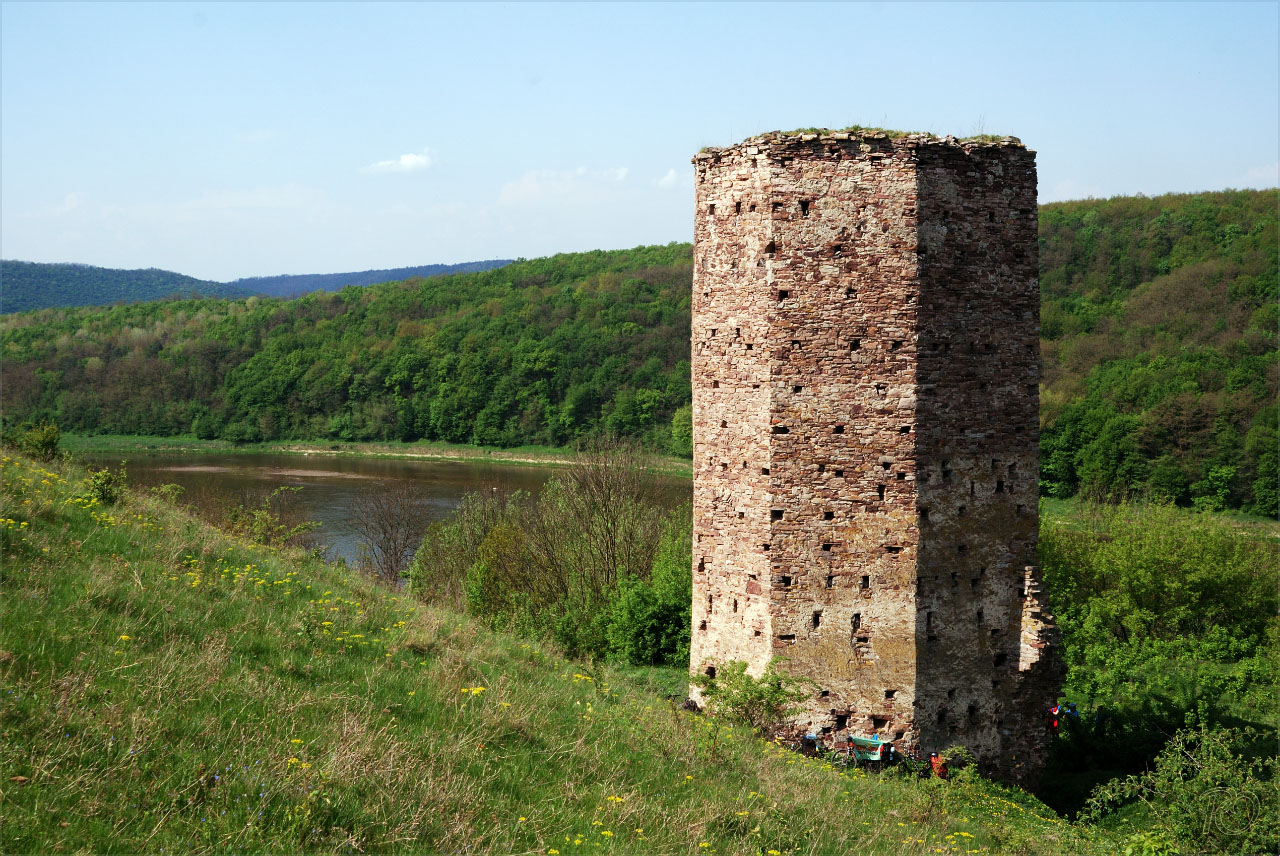
Раковецкий замок

Население по переписи 2001 года составляло 823 человека. Занимает площадь 14,211 км². Почтовый индекс — 78114. Телефонный код — 03430.